# Генріх VII Ройсс-Кестріцький
Генріх VII, принц Рейсс-Кестріцький (нім. Heinrich VII. Prinz Reuß zu Köstritz; 14 липня 1825, Кліпгаузен — 2 травня 1906, Требшен, Німецька імперія) — німецький дипломат із княжого роду молодшої лінії Ройсс. 

## Життя
Генріх VII Рейсс народився 14 липня 1825 у родині принца Генріха LXIII Ройсс-Кестріц. Був п'ятою дитиною та третім сином. 
З 1845 по 1848 вивчав правознавство у Рупрехт-Карлському університеті у Гайдельберзі та в університеті Гумбольдта в Берліні. Після цього вступив у 8-й Уланський полк. 
У 1853 вступив на дипломатичну службу. 
З 1854 по 1863 працював радником прусської дипломатичної місії у Парижі, після цього — посланник Прусського королівства у Касселі; пізніше переведений у Мюнхен. 
26 квітня 1871 року призначений кайзером Вільгельмом I першим послом створеної Німецької імперії у Санкт-Петербурзі. 
З 1873 по 1876 служив генерал-ад'ютантом при Вільгельмі I, поки 1876 року не одружувався на принцесі Марії Саксен-Веймар-Айзенаській. Того ж року став членом Верхньої палати Пруссії. 
У 1877 році призначений першим імперським послом у Константинополь, де відкрив прекрасну будівлю посольства Німецької імперії (тепер — німецьке головне консульство у Стамбулі), яке він облаштував на власний розсуд. Вже через рік відправлений німецьким послом до Відня. Це було його останньою закордонною справою. Після цього принц Генріх VII Ройсс вирушив жити у замок Требшен (тепер  — Тшебехов), де і помер у 1906 році. 

## Родина
Дружина — Марія Саксен-Веймар-Айзенаська (1849 — 1922). 
Діти: 
- Генріх XXXII. (1878 —1935)
- Генріх XXXIII. (1879 —1942) — був одружений із Вікторією Маргаритою Пруською, згодом — з Аллен Тью, мав сина і доньку від першого шлюбу;
- Йоганна (1882 —1883) — померла в дитячому віці;
- Софія-Рената (1884 —1968) — у шлюбі з принцом Генріхом XXXIV Рейссом цу Кестріц (1887 — 1956)
- Генріх XXXV. (1887 —1936)

## Нагороди

### Німецька імперія
- Почесний хрест (Ройсс) 1-го класу
- Орден Білого Сокола, великий хрест (Велике герцогство Саксен-Веймар-Айзенаське; 1875)
- Орден дому Саксен-Ернестіне, великий хрест (1876)
- Орден Громадянських заслуг Баварської корони, великий хрест
- Орден дому Ліппе 1-го класу
- Орден Вендської корони, великий хрест з короною в руді (Мекленбург)
- Орден Рутової корони (Саксонське королівство)

#### Велике герцогство Гессенське
- Орден Вільгельма (Гессен), великий хрест (11 жовтня 1864)
- Орден Людвіга (Гессен), великий хрест

#### Вюртемберзьке королівство
- Орден Вюртемберзької корони, великий хрест (1893)
- Орден Фрідріха (Вюртемберг), великий хрест

#### Прусське королівство
- Орден Чорного орла з ланцюгом і діамантами
- Орден Червоного орла, великий хрест
- Королівський орден дому Гогенцоллернів, великий командорський хрест із зіркою і мечами на кільці
- Орден Святого Йоанна (Бранденбург), лицар справедливості

### Інші країни
- Королівський угорський орден Святого Стефана, великий хрест з діамантами (Австро-Угорщина)
  - хрест (1880)
  - діаманти (1894)
- Орден Почесного легіону, командорський хрест (Друга французька імперія)
- Константинівський орден Святого Георгія, командорський хрест (Королівство Обох Сицилій)
- Орден Нідерландського лева, великий хрест
- Орден Серпневого портрета з діамантами (Каджарський Іран)
- Орден «Османіє» 1-го ступеня

#### Російська імперія
- Орден Андрія Первозванного з діамантами
- Орден Святого Володимира 2-го ступеня